# Португалија на Зимским олимпијским играма 2010.
Португалији је ово било шесто учешће на Зимским олимпијским играма. Делегацију Португалије на Зимским олимпијским играма 2010. у Ванкуверу представљао је један скијаш који се такмичио у скијашком трчању. 
На свечаној церемонији отварања Олимпијских игара 2010. заставу Португалије носио је једини такмичар Дани Силва.
Португалија је остала у групи екипа које нису освајале медаље на Зимским олимпијским играма.

## Учесници по дисциплинама
| Спорт           | Мушкарци | Жене | Укупно |
| --------------- | -------- | ---- | ------ |
| Скијашко трчање | 1        | 0    | 1      |
| Укупно(1)       | 1        | 0    | 1      |

## Скијашко трчање
Мушкарци
| Такмичар   | Дисциплина     | Финале  | Финале    | Финале           |
| Такмичар   | Дисциплина     | Време   | Заостатак | Место/уч. (укуп) |
| ---------- | -------------- | ------- | --------- | ---------------- |
| Дани Силва | 15 км слободно | 49:31,4 | +15:55,1  | 95 / 95 (96)     |